# Зарогский сельский совет (Оржицкий район)
Зарогский сельский совет (укр. Зарізька сільська рада) — входит в состав
Оржицкого района
Полтавской области
Украины.
Административный центр сельского совета находится в
с. Зарог.

## Населённые пункты совета
- с. Зарог